# Agrochola blidaensis
Agrochola blidaensis là một loài bướm đêm trong họ Noctuidae.